# モスクワ中央環状道路
モスクワ中央環状道路 (モスクワちゅうおうかんじょうどうろ、ロシア語: Центральная кольцевая автомобильная дорога, ЦКАД)とはモスクワ州にて建設中のロシア連邦道路である。2025年開業予定。

## 特徴
- 全長 = 525 km
- 制限速度 = 80 - 140 km/h
- インターチェンジの数 = 34
- 橋および跨道橋の数 = 278
- 車線数 = 4 - 8[3]